# Миколай Язловецький
Миколай Язловецький гербу Абданк (пол. Mikołaj Jazłowiecki, пом. 1595, після 21 серпня, або 30 серпня) — польський шляхтич, урядник та військовий діяч Речі Посполитої. Полководець під час воєнних кампаній із Кримським ханством, Молдовою й Московією.

## Життєпис
У молодому віці навчався в Італії. Після повернення в рідні краї, згідно з традиціями своєї родини, почав військову службу.
1572 р. разом з Миколаєм Мелецьким здійснив військовий похід проти молдавського господаря Богдана IV Лепушанина. У 1573–1575 рр. перебував у Парижі. Повернувся звідти через смерть батька. В грудні 1575 був одним з послів до Стефана Баторія для висунення його кандидатури на польський трон. Завдяки підтримці кандидатури С. Баторія, отримав від нього пізніше Снятинське староство (1576 р.), а також зачислення до королівського двору (1578 р.). 1576 р. брав участь у приведенні до присяги нового короля Речі Посполитої Стефана Баторія.
Відзначився у польсько-московській війні, зокрема, 1580 р. в битві біля Торопця (поблизу Великих Лук); потрапив у смертельну небезпеку через те, що татарин пошкодив його зброю. Його врятували Станіслав Стадницький, який убив татарина, та Станіслав Жолкевський. 1582 р. воював з ворогом короля — волоським господарем Янку V Сасулом (Янкулом), — який намагався втекти до Угорщини; Миколай Язловецький піймав його на Покутті, відправив до Львова. 1583 р. сприяв переїзду зі Львова до Язловця домініканця о. Антоніна з Перемишля. 1585 р. просив дозволу Яна Замойського: 1) для закладення оборонного замку в Копистирині (біля кордону Поділля; будівництво було розпочате); 2) для очолення виправи на чолі 2000 вояків під Очаків чи Білгород.
3 лютого 1587 р. брав участь на сеймику Руських земель у Львові; підтримав не Яна Замойського, який свого часу йому допоміг, а братів страченого Самуїла Зборовського. Під час облоги Кракова військом архикнязя Максиміліяна II Габсбурга без успіху брав у ньому участь (загубили прапор, загинули воїни).
Був на конвокаційному сеймі у Варшаві; під час сейму належав до тих, хто намагався позбавити посади гетьмана Я. Замойського, вважався серед них першим кандидатом на посаду (сторонництво канцлера зупинилось на кандидатурі галицького підкоморія Миколая Гербурта «Дідилівського»). 7 березня 1587 був на підписанні конфедераційного акту, за яким вибори нового короля мали відбутись останнього дня червня, довірили охорону Кам'янецької фортеці та навколишніх територій (рівнозначне посаді або кам'янецького старости, або кам'янецького каштеляна). Брав участь у невдалій для прихильників кандидата на корону Максиміліана Габсбурґа битві під Краковом (Зборовські на третій день після обрання Сиґізмунда III Вази проголосили його королем). Після втечі хотів брати в облогу Львів; в січні 1588 р. захопив Галицьке передмістя, кляштор бернардинів, скерував гармати на Галицьку браму; міщан охопила тривога через збільшення кількості вояків, серед яких були низові козаки (їх переманули на сторону короля київський воєвода В. К. Острозький, львівський староста Миколай Гербурт). Після обіцянки львівського латинського архиєпископа Яна Димітра Соліковського надати королівську амністію відмовився від облоги міста. 1589 р. отримав повну амністію короля (знову за сприяння Яна Димитра Соліковського), під час перебування татарських загонів біля Львова та Тернополя йому довірили обороняти Кам'янецьку фортецю. 16 березня 1589 р. сеймовий суд у Варшаві, розглядаючи суперечку між братами Дружбиц(ч)ами та Миколаєм Язловецьким стосовно вбивства останнім Прокопа Дружбиц(ч)а, наказав старості поклястись, що вчинив убивство ненавмисне
В липні 1590 року урядом був призначений старшим над гарнізоном з 1000 вояків, який мав стерегти будівництво в урочищі Кременчук чи іншому зручному місці королівського замку для протидії татарським нападам. 1591 р. був «старшим» над козаками, що значно зменшило гетьманську владу Яна Замойського, з яким мав неприязні стосунки. Козаки мали намір посадити на молдавський трон нащадка Івоні. Король зі страху перед міждержавним конфліктом наказав Язловецькому вплинути на козаків. Під впливом М. Язловецького козаки видали свого кандидата, який пізніше був ув'язнений у замку в Мальборку.
1591 р. за завданням короля Сиґізмунда III Вази вів перемовини з козаками, які підтримували молдавського господаря Івоню, в результаті вони віддали його в руки поляків; отримав від короля Сиґізмунда III Вази завдання зміцнити замок у Крем'янці для запобігання татарським набігам (не виконав через брак коштів).
Як офіційний патрон козацтва писав Янові Замойському, що треба заплатити козакам. Після того, як пішли чутки про козацький похід на море козаків на чолі з Горностаєм, а козаки К. Косинського зібралися на Молдавію, за розпорядженням короля провів перемовини з останніми — похід не відбувся.
25 липня 1591 р. в Кракові король Сиґізмунд III Ваза видав грамоту, якою залишив М. Язловецького керівником реєстрових козаків. 1592 року був на весіллі короля в Кракові (28 травня разом з приятелем Якубом Претвичем (старостою теребовлянським, сином Бернгарда Претвича) ніс балдахін над сакраментом. Після пограбування кс. Марціном костелу та саркофагів з тілами померлих у крипті (зник з коштовностями) добивався, щоб костел та кляштор в Язловці були передані домініканцям, а кляштор був підвищений до рангу пріорства, 1594 р. у Львові вів перемовини про це з керівником домініканів Іполитом Марією Беккарією.
Був призначений королем у січні 1593 року очільником комісії щодо розгляду справ, пов'язаних з повстанням Косинського.
Брав участь в інквізиційному сеймі як представник Поділля. Під час сейму 1593 р. був одним з 2-х кандидатів на посаду маршалка палати послів, через що мав конфлікт з Я. Замойським (маршалком став нейтральний Миколай Данилович). Після цього брав участь у невдалому поході на татар до Криму.
Орієнтовно восени 1594 року розпочав перемовини з Григорієм Лободою та Северином Наливайком стосовно спільного походу на Крим з метою його захоплення. Отримавши їх згоду, почав готуватись, витративши значні суми та набравши боргів. Але в момент початку походу імператор Рудольф II переконав козаків піти у Волощину, що було вигіднішим йому. На думку Д. Яворницького, це стало причиною значних збитків М. Язловецького та його хвороби.
У 1595 р. був у Кракові, хворів, лікувався. 30 серпня 1595 р., будучи хворим, подарував монахам-домініканцям майно та кошти, що підтвердив король.
Був похований у крипті домініканського костелу в Язловці.
Католицькі письменники Ярема Войновскі та Антоній з Перемишля присвятили йому свої твори.

### Посади
Староста снятинський (Зборовські прагнули позбавити його уряду, отримав допомогу від Яна Замойського, через це мав конфлікт з краківським воєводою Пйотром Зборовським), червоногродський (1582 р.; винагорода за військову службу після смерті попередника — брата Пйотра Анджея), сокальський.

### Власність
1569 р. — як опікун мав права на Гусятин. По батькові одідичив:
- Язловець з «ключем» сіл, з яких Хмелеву офірував домініканцям
- половину Косова з кількома селами
- від гетьмана великого литовського Христофора Радзивілла «Перуна» отримав село Мурафу
- після смерті братів отримав частину їх спадку
- був дідичем міст Бариша, Мартинова.

### Меценат
- Кошти на оздоблення Язлівецького замку[21]
- Кошти на побудову нового кам'яного костелу Внебовзяття Пресвятої Діви Марії в Язловці (знак вдячності львівському латинському архиєпископу Янові Димітрові Соліковському)
- Кошти для зведення будинку військового шпиталю в Язловці[22]
- Кошти для будинку вбогих у Язловці
- Кошти і майно для парафіяльного дерев'яного костелу Марії Маґдалени в Язловці
- Кошти і майно для єзуїтів у Кракові.

## Шлюби
Був одружений тричі. Дружини:
- Катажина з Гербуртів — донька львівського каштеляна Станіслава Гербурта
- Анна з Сенявських (тесть — польний гетьман коронний Миколай Сенявський)
- Олександра з Тишкевичів (донька графа на Логойську та Бердичеві, старости канівського, черкаського[23] Василя Тишкевича). Дітей у шлюбах не мав.

## Світлини

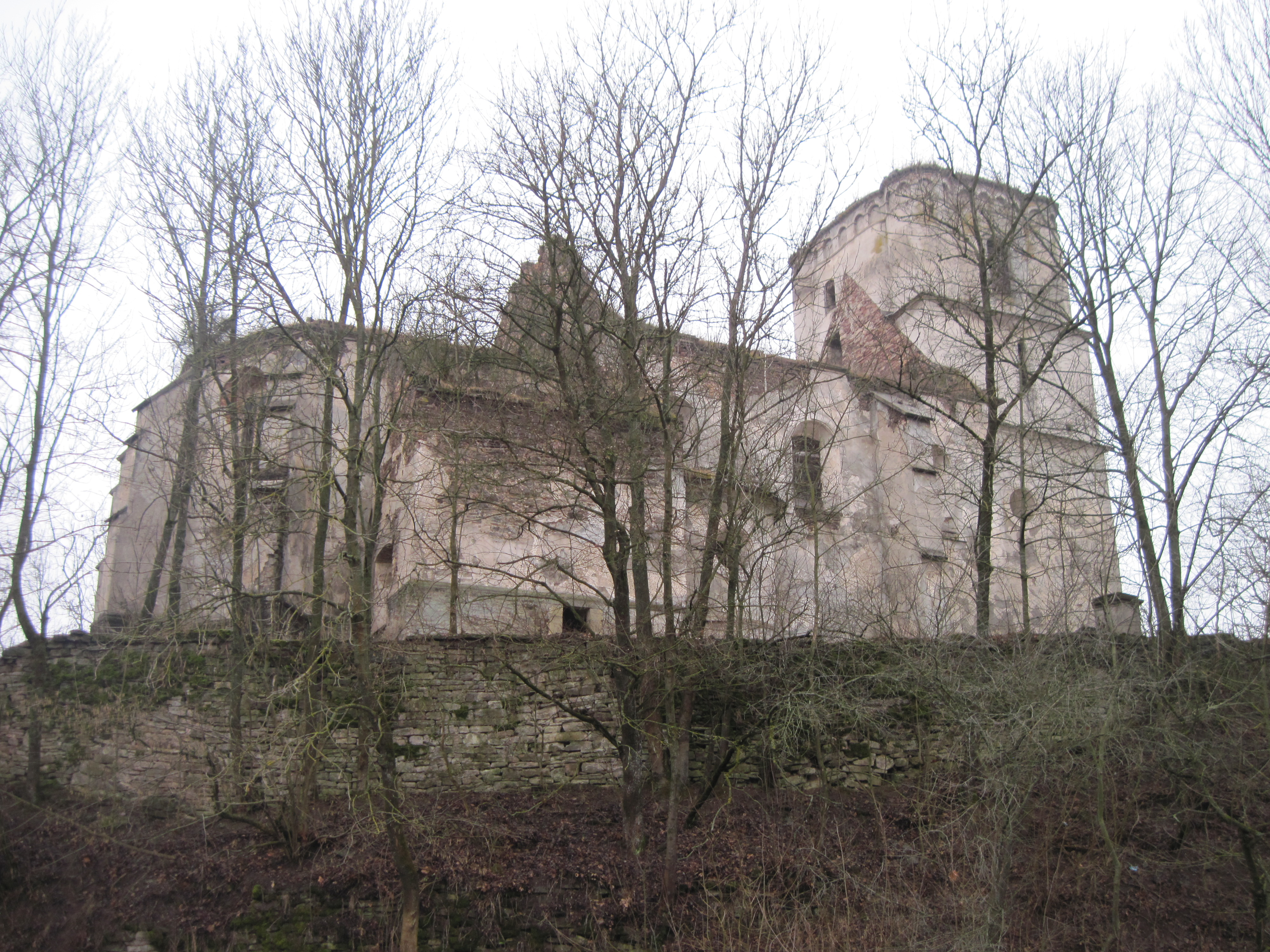
Костел Внебовзяття, січень 2015
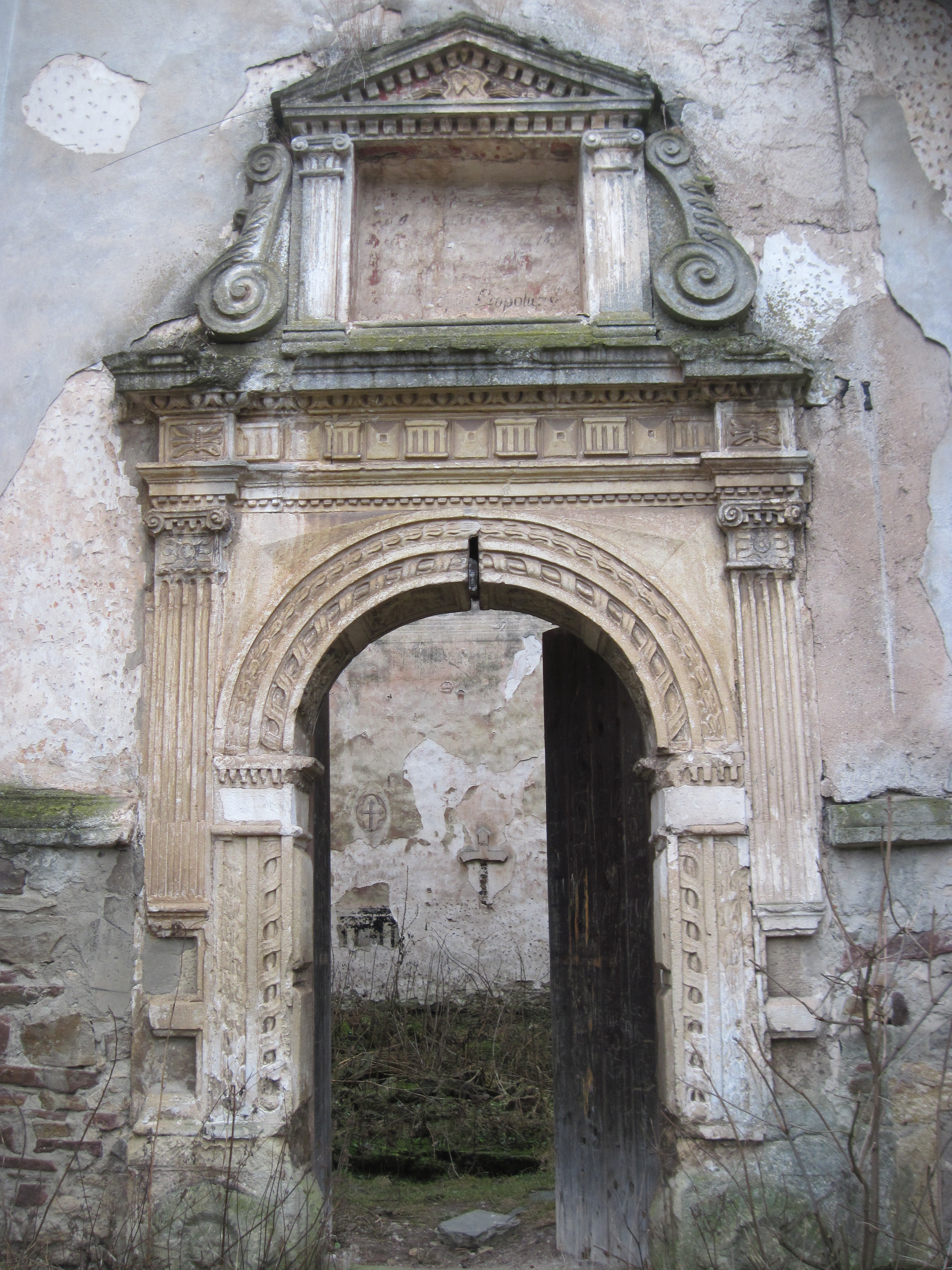
Різьблений бічний портал, 2015
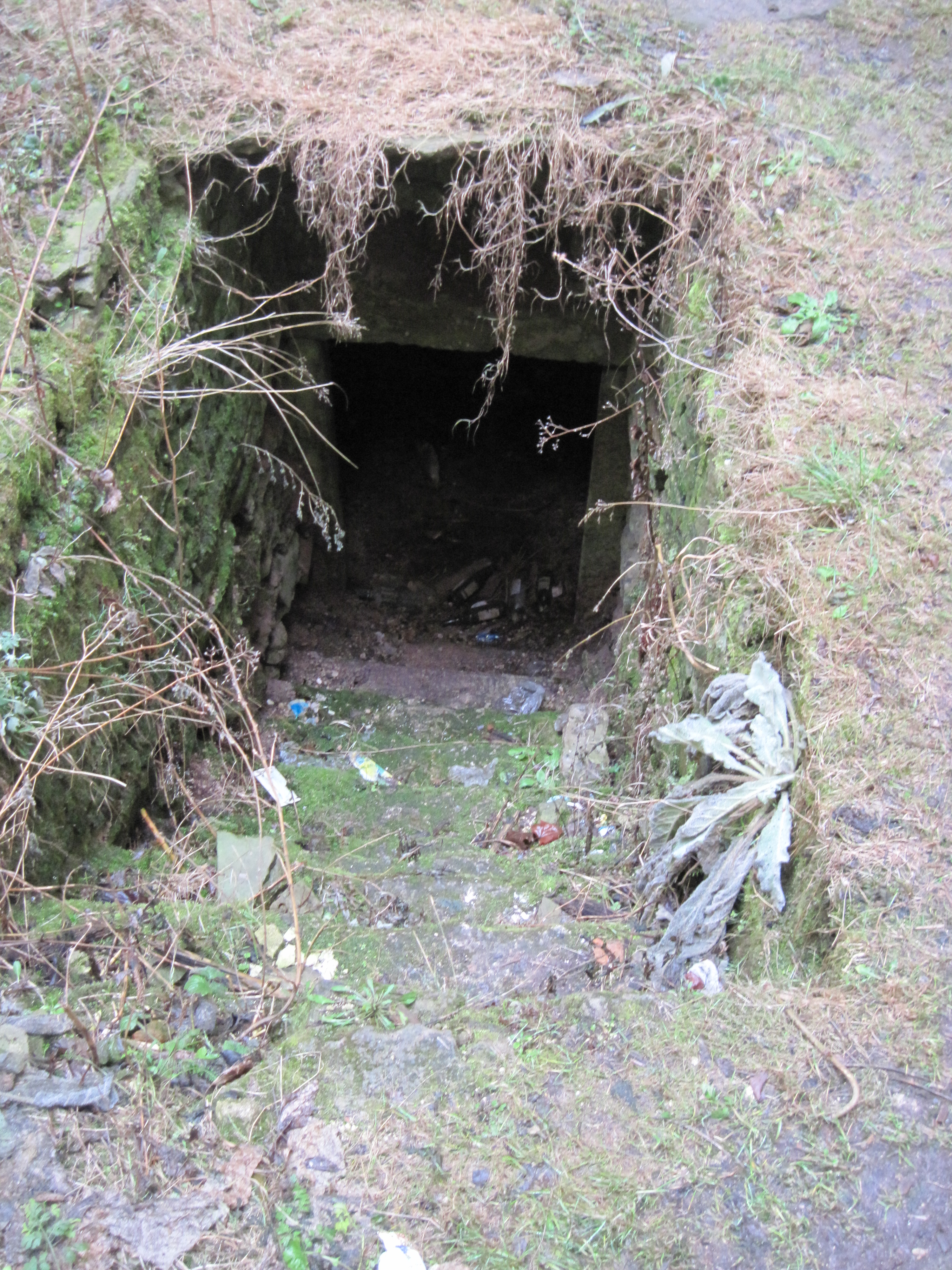
Вхід у крипту костелу, 2015